# Васселл, Питер-Ли
Питер-Ли Васселл (англ. Peter-Lee Vassell; 3 февраля 1998, приход Сент-Джеймс, Ямайка) — ямайский футболист, атакующий полузащитник сборной Ямайки.

## Карьера

### Клубная карьера
За клуб «Харбор-Вью» Васселл начал выступать с сезона 2017/18. В Национальной Премьер-лиге дебютировал 24 сентября 2017 года в матче против «Монтего-Бей Юнайтед». В матче против «Монтего-Бей Юнайтед», состоявшемся 17 декабря 2017 года, забил свой первый гол за «Харбор-Вью».
В октябре 2018 года ямаец проходил просмотр в клубе чемпионата Норвегии «Старт».
Васселл, пройдя отбор, получил право участвовать в Супердрафте MLS 2019, и во втором раунде драфта, состоявшемся 11 января, был выбран под общим 40-м номером клубом «Лос-Анджелес». Дебютировал за «Лос-Анджелес» 3 марта в матче стартового тура сезона 2019 против «Спортинга Канзас-Сити», выйдя на замену в концовке.
15 августа 2019 года Васселл был отдан в аренду в клуб Чемпионшипа ЮСЛ «Финикс Райзинг». В подэлитном дивизионе США дебютировал 16 августа в матче против «Рино 1868».
По окончании сезона 2019 «Лос-Анджелес» не продлил контракт с Васселлом.
26 апреля 2021 года Васселл подписал контракт с клубом Чемпионшипа ЮСЛ «Инди Илевен». Дебютировал за «Инди Илевен» 22 мая в матче против «Спортинга Канзас-Сити II», выйдя на замену во втором тайме. 4 августа в матче против «Талсы» забил свой первый гол за «Инди Илевен». По окончании сезона 2021 «Инди Илевен» не продлил контракт с Васселлом.
11 января 2022 года Васселл подписал контракт с клубом «Хартфорд Атлетик». Дебютировал за «Хартфорд Атлетик» 20 марта в матче стартового тура сезона против «Питтсбург Риверхаундс», в котором был удалён с поля в концовке первого тайма за две жёлтые карточки. 4 июня в матче против «Эль-Пасо Локомотив» забил свой первый гол за «Хартфорд Атлетик».

### Международная карьера
Васселл представлял Ямайку на уровне сборных до 17 лет, до 20 лет и до 23 лет.
За главную сборную Ямайки Васселл дебютировал 25 марта 2018 года в товарищеском матче со сборной Антигуа и Барбуды. В товарищеском матче с Антигуа и Барбудой, состоявшемся 29 апреля 2018 года, забил свой первый гол за «регги-бойз».
Васселл был включён в состав сборной Ямайки на Золотой кубок КОНКАКАФ 2019.

## Достижения
Командные
 «Лос-Анджелес»
- Победитель регулярного чемпионата MLS: 2019

 «Финикс Райзинг»
- Победитель регулярного чемпионата Чемпионшипа ЮСЛ: 2019

## Статистика выступлений

### Клубная статистика
| Выступление             | Выступление      | Выступление      | Лига | Лига | Кубок | Кубок | Континент. | Континент. | Прочие | Прочие | Итого | Итого |
| Клуб                    | Лига             | Сезон            | Игры | Голы | Игры  | Голы  | Игры       | Голы       | Игры   | Голы   | Игры  | Голы  |
| ----------------------- | ---------------- | ---------------- | ---- | ---- | ----- | ----- | ---------- | ---------- | ------ | ------ | ----- | ----- |
| Харбор-Вью              | Премьер-лига     | 2017/18          | 30   | 2    | —     | —     | —          | —          | —      | —      | 30    | 2     |
| Харбор-Вью              | Премьер-лига     | 2018/19          | 14   | 1    | —     | —     | —          | —          | —      | —      | 14    | 1     |
| Харбор-Вью              | Итого            | Итого            | 44   | 3    | —     | —     | —          | —          | —      | —      | 44    | 3     |
| Лос-Анджелес            | MLS              | 2019             | 6    | 0    | —     | —     | —          | —          | —      | —      | 6     | 0     |
| Лос-Анджелес            | Итого            | Итого            | 6    | 0    | —     | —     | —          | —          | —      | —      | 6     | 0     |
| Финикс Райзинг (аренда) | USLC             | 2019             | 6    | 0    | —     | —     | —          | —          | —      | —      | 6     | 0     |
| Финикс Райзинг (аренда) | Итого            | Итого            | 6    | 0    | —     | —     | —          | —          | —      | —      | 6     | 0     |
| Инди Илевен             | USLC             | 2021             | 20   | 3    | —     | —     | —          | —          | —      | —      | 20    | 3     |
| Инди Илевен             | Итого            | Итого            | 20   | 3    | —     | —     | —          | —          | —      | —      | 20    | 3     |
| Хартфорд Атлетик        | USLC             | 2022             | 16   | 1    | 1     | 0     | —          | —          | —      | —      | 17    | 1     |
| Хартфорд Атлетик        | Итого            | Итого            | 16   | 1    | 1     | 0     | —          | —          | —      | —      | 17    | 1     |
| Всего за карьеру        | Всего за карьеру | Всего за карьеру | 92   | 7    | 1     | 0     | —          | —          | —      | —      | 93    | 7     |

### Международная статистика
| Команда | Год   | Игры | Голы |
| ------- | ----- | ---- | ---- |
| Ямайка  |       |      |      |
| 2018    | 9     | 5    |      |
| 2019    | 7     | 1    |      |
| 2020    | 1     | 0    |      |
| 2021    | 1     | 0    |      |
| 2022    | 3     | 0    |      |
| Всего   | Всего | 21   | 6    |

Голы за сборную
| № | Дата            | Место                                                       | Соперник          | Голы | Результат | Турнир                                        |
| - | --------------- | ----------------------------------------------------------- | ----------------- | ---- | --------- | --------------------------------------------- |
| 1 | 29 апреля 2018  | «Сэр Вивиан Ричардс Стэдиум», Норт-Саунд, Антигуа и Барбуда | Антигуа и Барбуда | 1:0  | 2:0       | Товарищеский матч                             |
| 2 | 17 августа 2018 | «Кирани Джеймс Атлетик Стэдиум», Сент-Джорджес, Гренада     | Гренада           | 2:0  | 5:1       | Товарищеский матч                             |
| 3 | 17 августа 2018 | «Кирани Джеймс Атлетик Стэдиум», Сент-Джорджес, Гренада     | Гренада           | 3:0  | 5:1       | Товарищеский матч                             |
| 4 | 20 августа 2018 | «Уалди Тёрф», Бриджтаун, Барбадос                           | Барбадос          | 2:2  | 2:2       | Товарищеский матч                             |
| 5 | 14 октября 2018 | «Эргилио Хато», Виллемстад, Кюрасао                         | Бонайре           | 5:0  | 6:0       | Отборочный турнир Лиги наций КОНКАКАФ 2019/20 |
| 6 | 6 сентября 2019 | «Монтего-Бей Спортс Комплекс», Монтего-Бей, Ямайка          | Антигуа и Барбуда | 6:0  | 6:0       | Лига наций КОНКАКАФ 2019/20                   |